# Cordylomera karschi
Cordylomera karschi är en skalbaggsart. Cordylomera karschi ingår i släktet Cordylomera och familjen långhorningar.

## Underarter
Arten delas in i följande underarter:
- C. k. karschi
- C. k. bicoloripennis